# Pfalzgrafenweiler

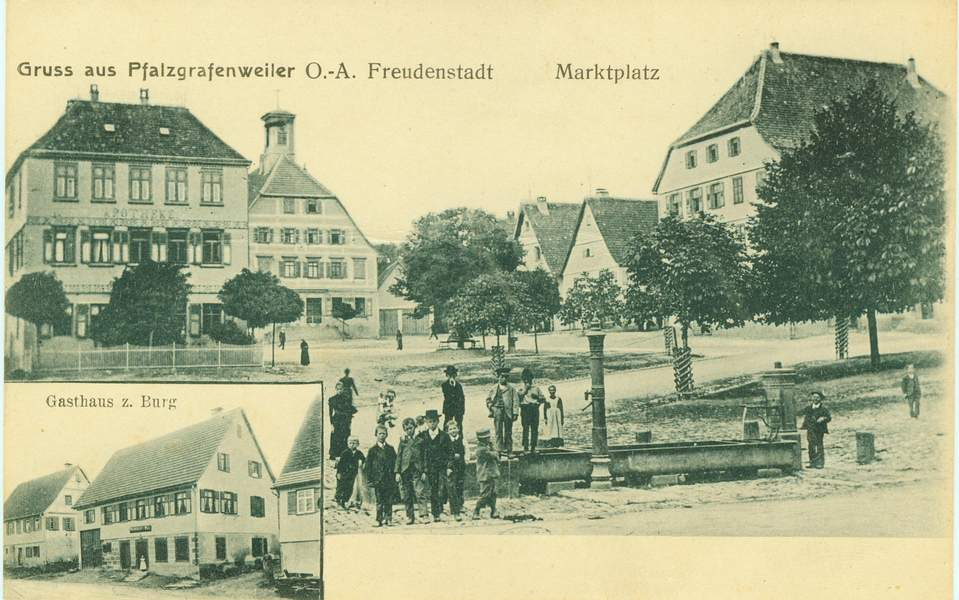
Historischer Marktplatz

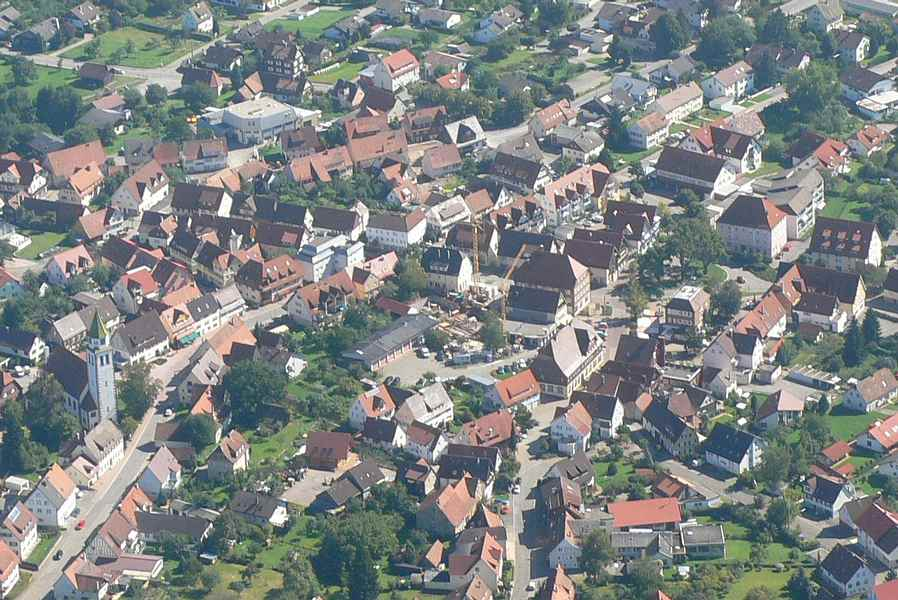
Ortsmitte Pfalzgrafenweiler 2006

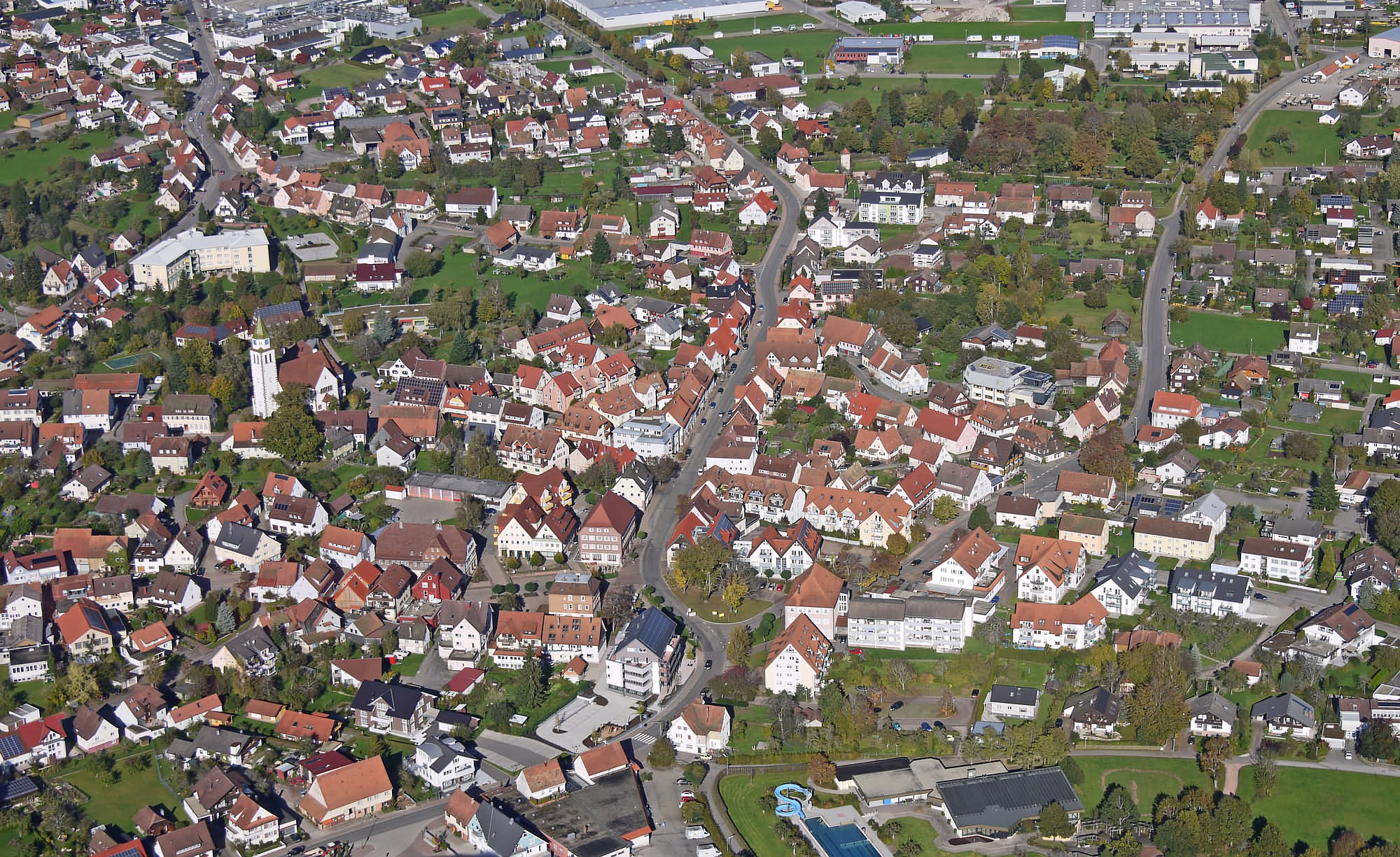
Ortsmitte Pfalzgrafenweiler 2014

Pfalzgrafenweiler ist eine baden-württembergische Gemeinde im Landkreis Freudenstadt in der Region Nordschwarzwald.

## Geografie

### Lage
Der Luftkurort Pfalzgrafenweiler liegt in 500 bis 750 Metern Höhe über NN auf einem Höhenrücken zwischen Schwarzwald und Heckengäu. Das Gemeindegebiet reicht im Westen im Bereich der Nagoldtalsperre bis fast an die Nagold und im Osten etwas über das Tal von deren großem Zufluss Waldach hinweg auf die rechte Randhöhe.

### Gemeindegliederung
Zu Pfalzgrafenweiler gehören die Ortsteile Bösingen, Durrweiler, Edelweiler, Herzogsweiler, Kälberbronn und Neu-Nuifra.

### Schutzgebiete
Nördlich von Kälberbronn liegt das Naturschutzgebiet Große Tannen, welches gleichzeitig als Bannwald ausgewiesen ist. Südlich von Kälberbronn und Edelweiler liegt das Landschaftsschutzgebiet Zinsbachtal. Das Landschaftsschutzgebiet Bösingen liegt nordöstlich des gleichnamigen Ortsteils. Zwischen Vöhrbach und Neu-Nuifra liegt das Landschaftsschutzgebiet Waldachtal mit Seitentälern.
Außerdem hat Pfalzgrafenweiler geringfügigen Anteil an den FFH-Gebieten Freudenstädter Heckengäu und Nagolder Heckengäu. Pfalzgrafenweiler liegt zudem im Naturpark Schwarzwald Mitte/Nord.

## Geschichte

### Pfalzgrafenweiler im Mittelalter
Pfalzgrafenweiler wurde 1165 erstmals urkundlich erwähnt, als die dort liegende Burg Pfalzgrafenweiler der Pfalzgrafen von Tübingen zerstört wurde. Das Gebiet gehörte seit der Zeit Karls des Großen zum Nagoldgau unter Gaugraf Gerold. Nachdem den Gaugrafen im 11. Jahrhundert auch der Schönbuch unterstellt worden war, verlegten sie ihren Sitz nach Tübingen und durften den Titel Pfalzgrafen führen. Die kleine Jagdniederlassung Wylare wurde zur Pfalzgrafenburg ausgebaut. Während der Fehde von Pfalzgraf Hugo II. mit dem Welfengraf Welf VI. belagerte letzterer die Burg und zerstörte sie schließlich 1165.
Nach dem Wiederaufbau wurden Burg und Umland 1228 an das Bistum Straßburg abgetreten, Pfalzgraf Rudolf II. erhielt sie aber umgehend als Lehen zurück. Durch Heirat kam das Gebiet um Pfalzgrafenweiler Mitte des 13. Jahrhunderts an die Grafen von Eberstein. Um 1420 kam das Gebiet durch Erbteilung je zur Hälfte an die Markgrafschaft Baden und die Grafschaft Württemberg. Pfalzgrafenweiler wurde württembergisch und gehörte zum Amt (und späteren Oberamt) Dornstetten.

### Pfalzgrafenweiler in der Neuzeit
1729 erhielt der Ort das Marktrecht. Bei einem Großbrand am 25. April 1798 wurde er fast vollständig zerstört.
Bei der Umsetzung der neuen Verwaltungsgliederung im 1806 errichteten Königreich Württemberg wurde Pfalzgrafenweiler dem Oberamt Freudenstadt zugeordnet. Durch die Kreisreform während der NS-Zeit in Württemberg gelangte Pfalzgrafenweiler 1938 zum Landkreis Freudenstadt.
Im April 1945 marschierten französische Streitkräfte in Pfalzgrafenweiler ein. Gottlieb Henssler wurde im August 1945 als Bürgermeister eingesetzt, bei der ersten freien Wahl nach dem Krieg wurde er 1946 im Amt bestätigt. Als Teil der französischen Besatzungszone geriet Pfalzgrafenweiler ins neu gegründete Land Württemberg-Hohenzollern, welches 1952 als Regierungsbezirk Südwürttemberg-Hohenzollern im Land Baden-Württemberg aufging.
Am 10. August 1955 kam es während einer Fallschirmjägerübung zur Flugzeugkollision bei Edelweiler. Beide Flugzeuge stürzten bei Edelweiler ab und alle 66 Insassen kamen ums Leben.
1973 erschloss man das Gewerbegebiet Schollenrain I. 1982 begann man mit der Ortskernsanierung. 1993 folgte das Gewerbegebiet Schollenrain II und 2000 Schornzhardt. 2004 erschloss man das Wohngebiet Links am Heuwasen.

### Eingemeindungen
Im Rahmen der Gemeindereform in Baden-Württemberg wurden 1972 und 1975 die zusätzlichen Ortsteile von Pfalzgrafenweiler eingemeindet:
- 1. Januar 1972: Edelweiler[7]
- 1. Januar 1975: Bösingen, Durrweiler, Herzogsweiler, Kälberbronn[8]

Edelweiler, Herzogsweiler und Kälberbronn waren erst zu Beginn des 18. Jahrhunderts als württembergische Siedlungen für Holzfäller und Köhler entstanden, wohingegen Bösingen und Durrweiler schon im Mittelalter existierten.
Der Graf von Hohenberg verkaufte Bösingen 1363 an den Grafen von Württemberg. Bösingen gehörte dann zum Amt und späteren Oberamt Nagold.
Durrweiler war im Besitz der Pfalzgrafen von Tübingen, seit Mitte des 13. Jahrhunderts als Mitgift bei den Grafen von Eberstein, seit 1419 durch Tausch bei der Markgrafschaft Baden und seit 1603 mit dem Amt Altensteig bei Württemberg. Seit 1810 gehörte Durrweiler zum Oberamt Freudenstadt.

### Religion
Ende des 15. Jahrhunderts erhielt Pfalzgrafenweiler eine eigene Kirche. Seit Einführung der Reformation 1534 ist der Ort evangelisch geprägt. Die kleine römisch-katholische Gemeinde wird von Waldachtal aus betreut. Die evangelischen Kirchengemeinden des Hauptortes Pfalzgrafenweiler (mit Edelweiler) und der Ortsteile Bösingen, Durrweiler, Herzogsweiler (mit Neu-Nuifra) und Kälberbronn gehören zum Kirchenbezirk Freudenstadt der Evangelischen Landeskirche in Württemberg. Die evangelische Kirchengemeinde des Ortsteils Bösingen gehört zum Kirchenbezirk Calw-Nagold, obwohl Pfalzgrafenweiler politisch dem Landkreis Freudenstadt angehört. In der Gemeinde gibt es auch eine Neuapostolische Kirche.

### Einwohnerentwicklung
- 1912: 1200 Einwohner
- 1961: 3882 Einwohner, davon 511 in Bösingen, 320 in Durrweiler, 185 in Edelweiler, 334 in Herzogsweiler, 167 in Kälberbronn und 2550 in Pfalzgrafenweiler
- 1970: 4626 Einwohner, davon 597 in Bösingen, 336 in Durrweiler, 219 in Edelweiler, 391 in Herzogsweiler, 188 in Kälberbronn und 3114 in Pfalzgrafenweiler
- 1991: 6139 Einwohner
- 1995: 6540 Einwohner
- 2000: 6802 Einwohner
- 2005: 7057 Einwohner
- 2010: 7251 Einwohner
- 2015: 7101 Einwohner
- 2020: 6791 Einwohner

## Politik

### Gemeinderat
Der Gemeinderat in Pfalzgrafenweiler hat 18 Mitglieder. Er besteht aus den gewählten ehrenamtlichen Gemeinderäten und dem Bürgermeister als Vorsitzendem. Der Bürgermeister ist im Gemeinderat stimmberechtigt.
Die Kommunalwahl am 9. Juni 2024 führte zu folgendem Endergebnis.
| Parteien und Wählergemeinschaften | Parteien und Wählergemeinschaften           | % 2024  | Sitze 2024 | % 2019 | Sitze 2019 | Kommunalwahl 2024 %50403020100 40,64 %43,49 %12,48 %3,39 % FWCDUSPDOGLGewinne und Verlusteim Vergleich zu 2019 %p 8 6 4 2 0 −2 −4 −6 −8−10−12−11,86 %p+6,59 %p+1,98 %p+3,39 %pFWCDUSPDOGL |
| FW                                | Freie Wählervereinigung                     | 40,64   | 7          | 52,5   | 12         | Kommunalwahl 2024 %50403020100 40,64 %43,49 %12,48 %3,39 % FWCDUSPDOGLGewinne und Verlusteim Vergleich zu 2019 %p 8 6 4 2 0 −2 −4 −6 −8−10−12−11,86 %p+6,59 %p+1,98 %p+3,39 %pFWCDUSPDOGL |
| CDU                               | Christlich Demokratische Union Deutschlands | 43,49   | 8          | 36,9   | 8          | Kommunalwahl 2024 %50403020100 40,64 %43,49 %12,48 %3,39 % FWCDUSPDOGLGewinne und Verlusteim Vergleich zu 2019 %p 8 6 4 2 0 −2 −4 −6 −8−10−12−11,86 %p+6,59 %p+1,98 %p+3,39 %pFWCDUSPDOGL |
| SPD                               | Sozialdemokratische Partei Deutschlands     | 12,48   | 2          | 10,5   | 2          | Kommunalwahl 2024 %50403020100 40,64 %43,49 %12,48 %3,39 % FWCDUSPDOGLGewinne und Verlusteim Vergleich zu 2019 %p 8 6 4 2 0 −2 −4 −6 −8−10−12−11,86 %p+6,59 %p+1,98 %p+3,39 %pFWCDUSPDOGL |
| OGL                               | Offene Grüne Liste                          | 3,39    | 1          | –      | –          | Kommunalwahl 2024 %50403020100 40,64 %43,49 %12,48 %3,39 % FWCDUSPDOGLGewinne und Verlusteim Vergleich zu 2019 %p 8 6 4 2 0 −2 −4 −6 −8−10−12−11,86 %p+6,59 %p+1,98 %p+3,39 %pFWCDUSPDOGL |
| gesamt                            | gesamt                                      | 100,0   | 18         | 100,0  | 22         | Kommunalwahl 2024 %50403020100 40,64 %43,49 %12,48 %3,39 % FWCDUSPDOGLGewinne und Verlusteim Vergleich zu 2019 %p 8 6 4 2 0 −2 −4 −6 −8−10−12−11,86 %p+6,59 %p+1,98 %p+3,39 %pFWCDUSPDOGL |
| Wahlbeteiligung                   | Wahlbeteiligung                             | 61,86 % | 61,86 %    | 56,3 % | 56,3 %     | Kommunalwahl 2024 %50403020100 40,64 %43,49 %12,48 %3,39 % FWCDUSPDOGLGewinne und Verlusteim Vergleich zu 2019 %p 8 6 4 2 0 −2 −4 −6 −8−10−12−11,86 %p+6,59 %p+1,98 %p+3,39 %pFWCDUSPDOGL |

### Bürgermeister
Bürgermeister ist seit 1999 Dieter Bischoff (Freie Wähler). Er wurde 2007, 2015 und 2023 wiedergewählt.

### Hoheitssymbole

Bannerflagge

Die Gemeinde Pfalzgrafenweiler führt ein Dienstsiegel, ein Wappen und eine Flagge.
| | Blasonierung: „In Rot eine goldene Pfalzgrafenkrone, darunter zwei gekreuzte goldene Beile.“ |
| Wappenbegründung: Das Wappenbild ist in den Siegeln der Gemeinde mit der Krone im oder über dem Schild seit 1835 belegt. Die Tingierung, die an die Farben der Pfalzgrafen von Tübingen erinnert, wurde am 9. Juni 1952 festgelegt. Die Pfalzgrafen hatten hier eine Burg, die mit dem Ort über die Grafen von Eberstein 1421 an Württemberg kam. Die Beile symbolisieren die Waldarbeit im Staatsforst des Weiler Waldes, die einstige Haupterwerbsquelle der Bevölkerung, während die Krone, in den früheren Gemeindesiegeln ein monarchisches Würdezeichen, als Hinweis auf die Pfalzgrafen angesehen werden kann. Von den 1972 beziehungsweise 1975 eingemeindeten Orten war Durrweiler einst pfalzgräflich tübingisch, während Edelweiler, Herzogsweiler und Kälberbronn erst in der ersten Hälfte des 18. Jahrhunderts für Holzhauer, Kohlenbrenner und Pottaschensieder im Weiler Wald angelegt worden sind. So besitzt das Wappen Aussagekraft für die gesamte heutige Gemeinde. Wappenführung: seit 9. Juni 1952 |                                                                                              |

Wappen der Ortsteile
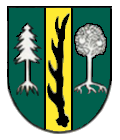
Edelweiler
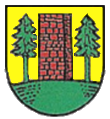
Bösingen
Durrweiler
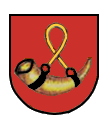
Herzogsweiler
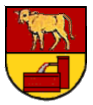
Kälberbronn

### Partnerschaften
Pfalzgrafenweiler unterhält partnerschaftliche Beziehungen zu La Loupe in Frankreich.

## Wirtschaft und Infrastruktur

### Unternehmen
Zu den bedeutendsten Arbeitgebern am Ort zählen die Koch Pac-Systeme GmbH, ein mit der Uhlmann-Gruppe verbundener Hersteller von Verpackungsmaschinen für Pharmazeutika, und die auf Torten für Großverbraucher spezialisierte Pfalzgraf Konditorei GmbH.

### Verkehr
Nach dem Ersten Weltkrieg wurde mit dem Bau der Bahnstrecke Dornstetten–Pfalzgrafenweiler über Hallwangen begonnen, die Arbeiten wurden jedoch nie vollendet. Umfunktionierte Bahndämme erinnern heute an dieses Kapitel.

### Bildung
In Pfalzgrafenweiler gibt es eine Grund- und Hauptschule sowie eine Realschule. Die Realschule und die Hauptschule sind im selben Gebäude untergebracht, ein Teil der Grundschulklassen befindet sich in einem neueren Anbau.
Darüber hinaus befindet sich im Ort die DRK-Landesschule Baden-Württemberg, an der unter anderem die Ausbildungen zum Rettungshelfer, Rettungssanitäter, Notfallsanitäter, Betriebssanitäter sowie Aus-, Fort- und Weiterbildungen für Führungskräfte im Katastrophenschutz durchgeführt werden.

## Kultur und Sehenswürdigkeiten
Pfalzgrafenweiler liegt an der Fernwanderstrecke Ostweg, die an vielen Sehenswürdigkeiten vorbeiführt.

### Bauwerke

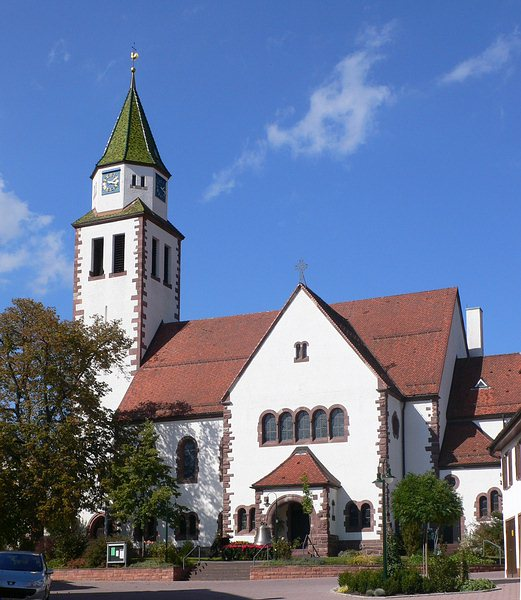
Jakobskirche Pfalzgrafenweiler

#### Evangelische Kirchen
- Bösingen: Die im Jahre 1888 vom Stuttgarter Architekt Theophil Frey errichtete neugotische Kirche brannte in der Christnacht 1945 völlig aus. Das Kirchenschiff wurde bis 1950 nach Plänen des Stuttgarter Oberbaurates Johannes Fulda erneuert und die zerstörte dreiteilige Glasmalerei (Guter Hirte) im Chor mit gleicher Thematik durch die Künstlerin E. Fulda-Müller ersetzt, bis 1957 gefolgt von der Turmhelm-Erneuerung.[13]
- Durrweiler: Kirche von 1827
- Herzogsweiler: Kirche von 1751
- Kälberbronn: Kirche von 1927
- Pfalzgrafenweiler: Die Jakobskirche ist ein 1907 erbautes evangelisches Gotteshaus.

### Naturdenkmäler
Beim Ortsteil Kälberbronn liegt das Naturschutzgebiet Große Tannen, das für seine extrem alten und hohen Bäume bekannt ist. Hier stand bis zum Orkan Lothar im Jahr 1999 auch Deutschlands mit 55 Metern vermutlich höchste Weißtanne, deren Alter auf 300 Jahre geschätzt wurde. Solche Bäume wurden früher an niederländische Werften verkauft, die daraus Masten für Großsegler herstellten.

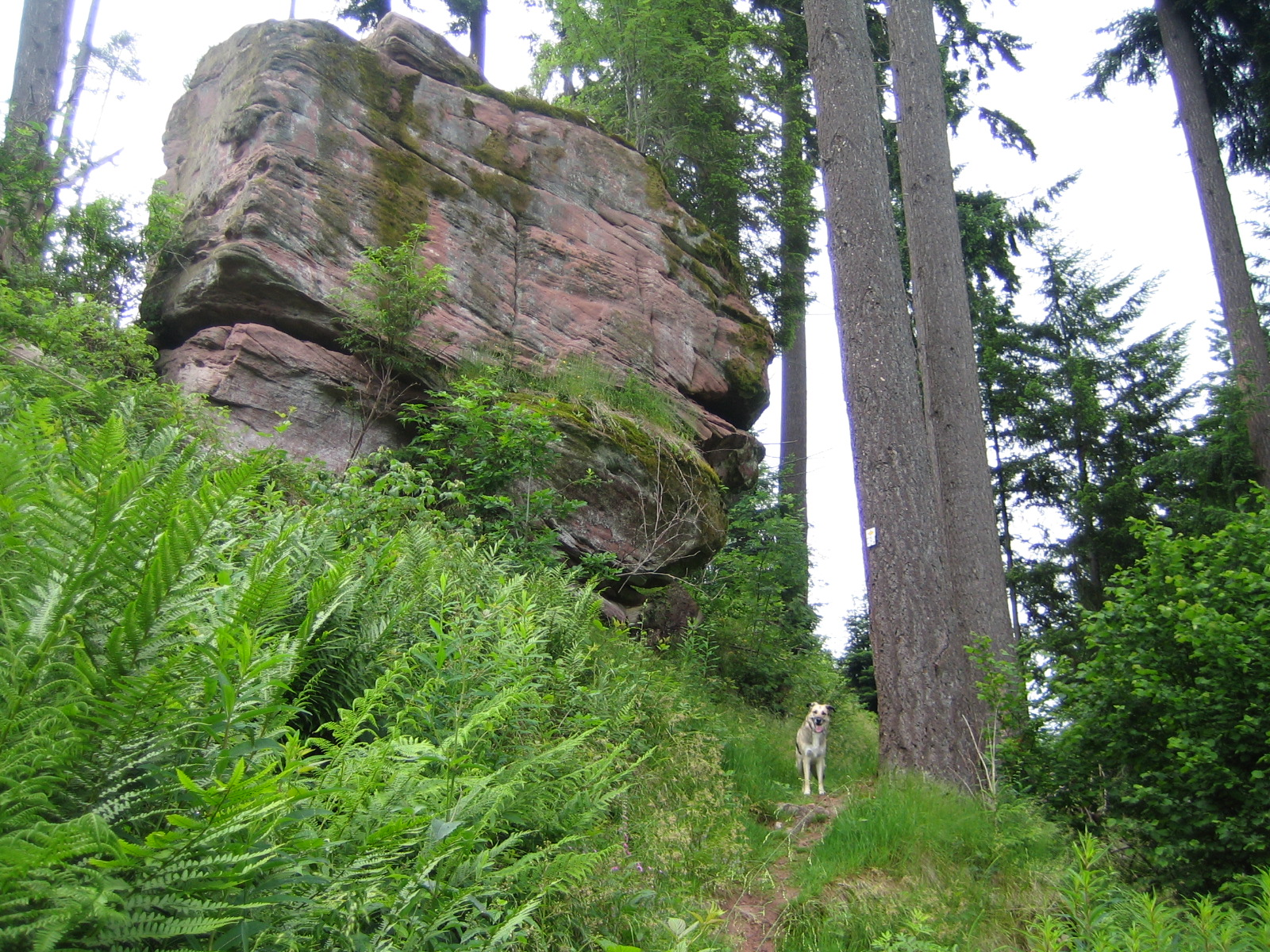
Hohlenstein am Hang über dem Vörbächle

Der Hohlenstein, auch Hohler Stein genannt, ist ein freiliegender Fels aus Buntsandstein. Er liegt am Hang des Vörbächles, einem Zufluss der Waldach. Der Hohle Stein ist sowohl ein Naturdenkmal als auch ein unter der Geotop-Nr. 6715/1070 geschütztes Geotop.

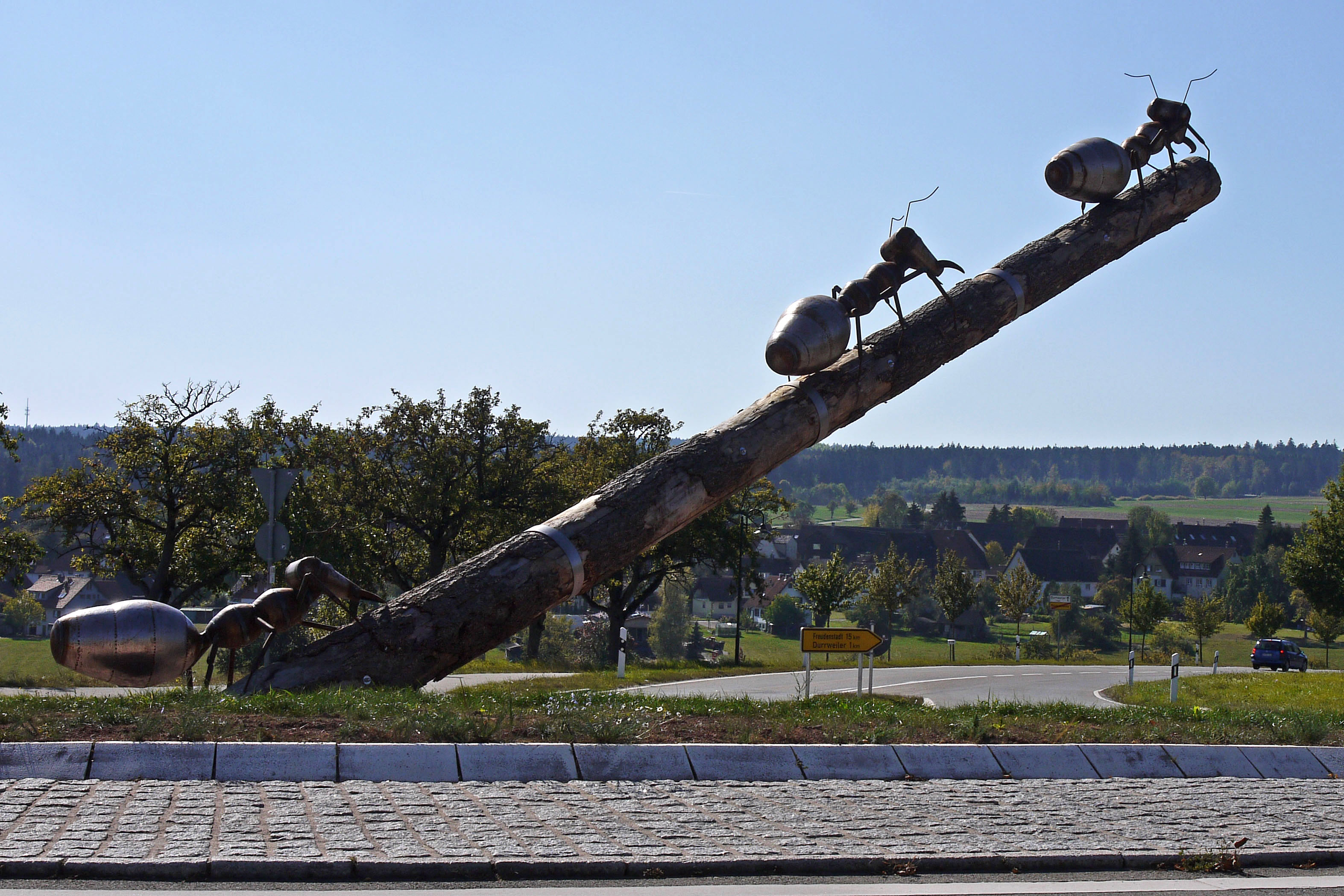
„Ameisen“ (der Spitzname für die Einwohner von Pfalzgrafenweiler) zieren den Ortseingang aus Richtung Durrweiler

## Persönlichkeiten
- Matthäus Schlack (1780–1845), Schulmeister und Amerikafahrer (1837/1838)
- Eugen Hahn (1884–1938), geboren in Bösingen, Generalleutnant der Wehrmacht
- Ernst Klenk (1896–1971), Biochemiker und Rektor der Universität zu Köln
- Fritz Stelzer (Grafiker) 1905–1968